# Likfärd
En likfärd är en högtidlig färd med någons stoft till graven, eller förande av ett lik till graven.

## Etymologi
Begreppet är belagt sedan senare hälften av 1300-talet.

## Illustrationer

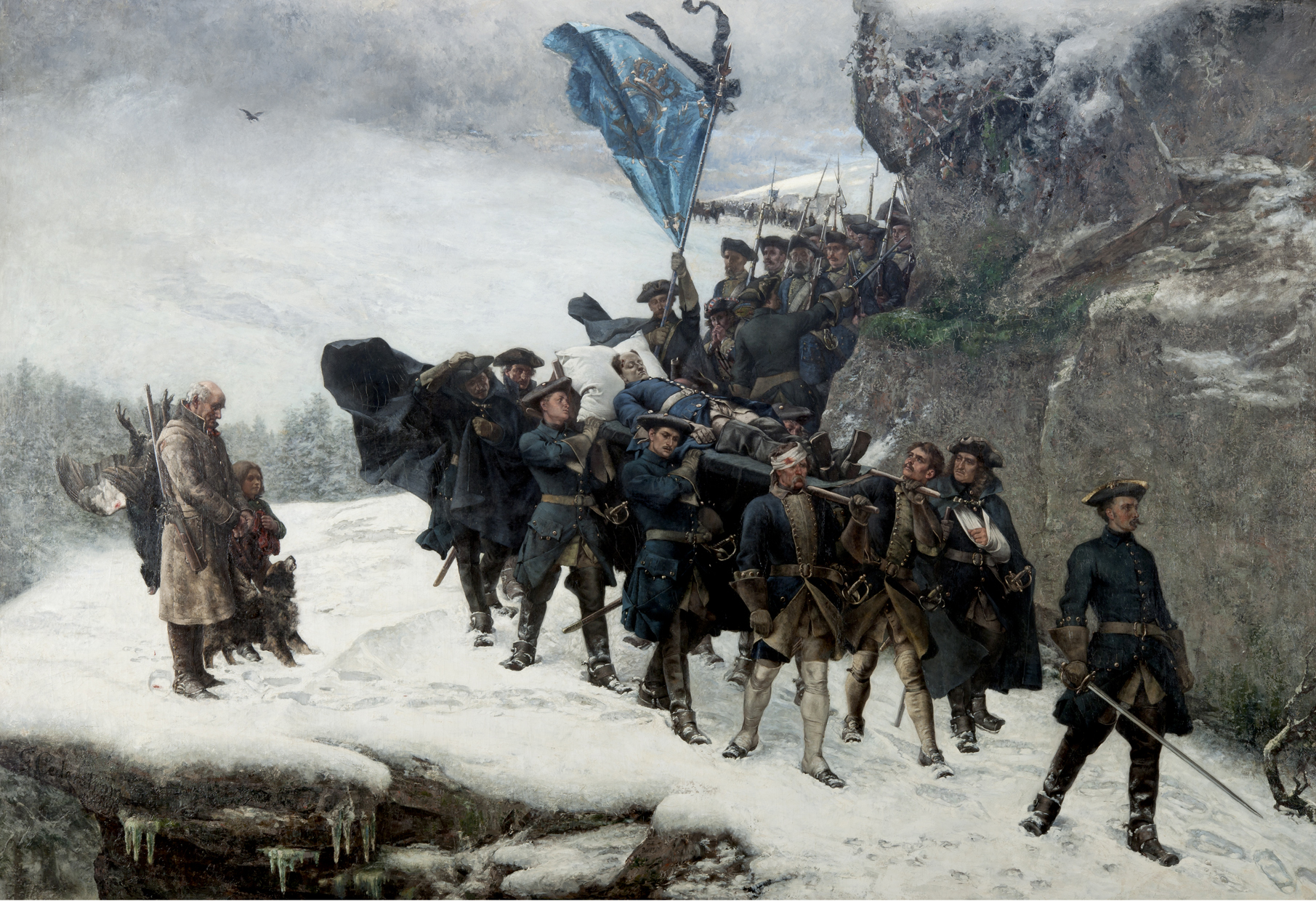
Målningen Karl XII:s likfärd (1878) av Gustaf Cederström
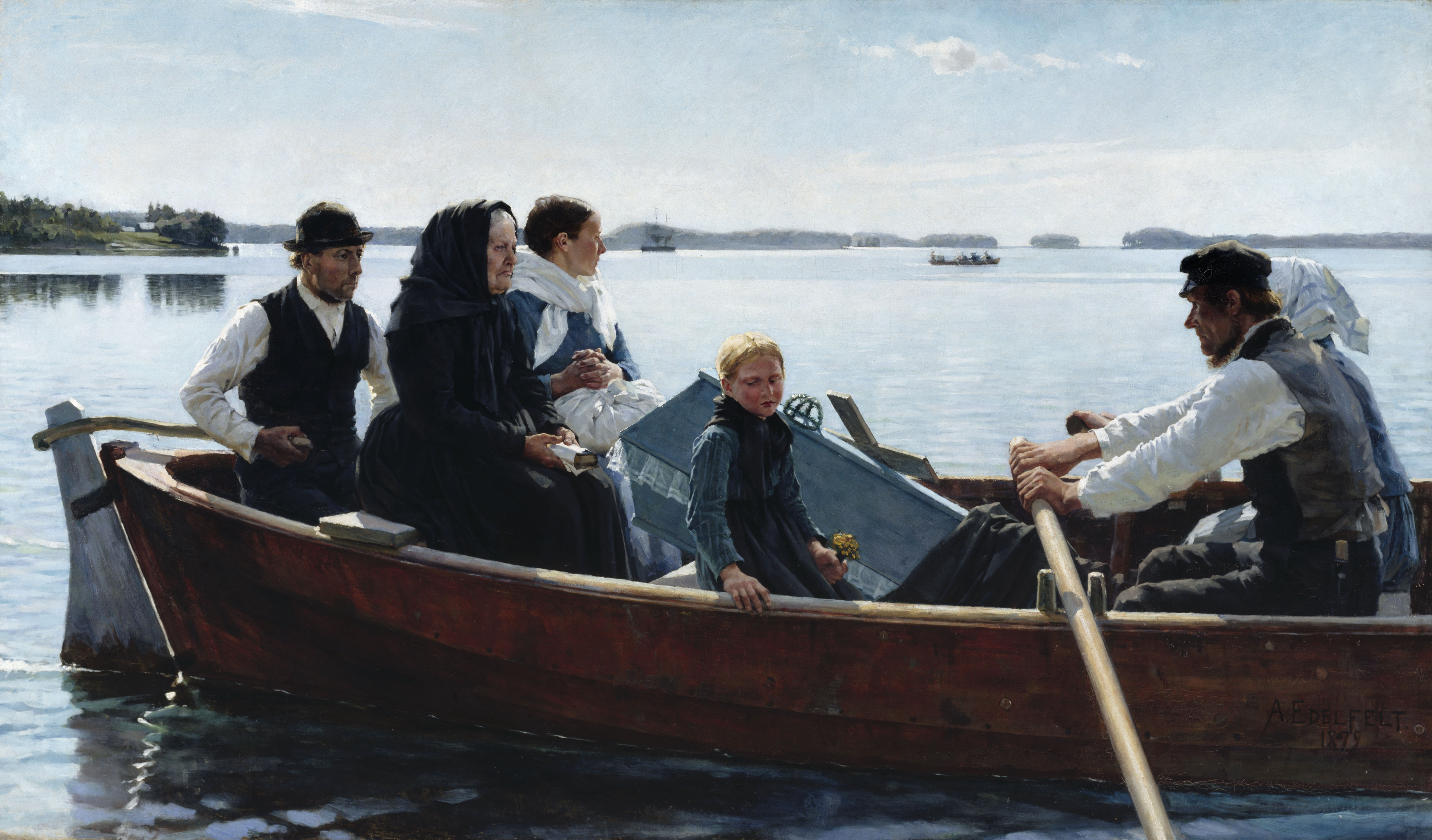
Målningen Ett barns likfärd (1879) av Albert Edelfelt